# チクタク☆2NITE
| 専門評論家によるレビュー | 専門評論家によるレビュー |
| レビュー・スコア         | レビュー・スコア         |
| 出典                     | 評価                     |
| ------------------------ | ------------------------ |
| hotexpress（山本純）     | 肯定的                   |

「チクタク☆2NITE」（チクタクトゥナイト）は、9nineの8枚目のシングル。2011年12月21日にSME Recordsから発売された。

## 概要
2011年第3弾シングル。2か月連続シングル第1弾。「Cross Over」から4作連続となる表題曲のタイアップ付きで、リニューアル後初となるドラマ主題歌。カップリング曲にもタイアップが付き、これもリニューアル後初となる（リニューアル前も含めると「突然のラブコール」以来となる）。「通常盤」のほか、9月10日に新宿BLAZEで行われた『We are 9nine♥〜あれから1年経ちました！9nineの日スペシャルライブ〜』の映像を収録したDVDと2枚組の「初回生産限定盤A」「初回生産限定盤B」「初回生産限定盤C」の4形態で発売された。また、今回はリニューアル後初となるリミックス音源とインストゥルメンタル音源が収録されている。

## 批評
hotexpressの山本純は、「年頃の女の子らしい1曲、10代特有の可愛らしさと、特別な1日だからというちょっとした大胆さがせめぎ合う。」と評した。

## 収録曲
1. チクタク☆2NITE [3:36]
作詞・作曲：サイトウヨシヒロ / 編曲：高橋浩一郎
懐かしい歌詞が盛り込まれた元気なパーティーチューンで、青春をイメージしたキラキラした楽曲に仕上がっている[2]。
2. Angel drops [3:48]
作詞：emmy / 作曲：南田健吾 / 編曲：倉内達矢
3. Cross Over（tofubeats remix） [5:44]
4. チクタク☆2NITE（Instrumental）
5. Angel drops（Instrumental）

## 初回特典
1. DVD
  - 初回生産限定盤A

  1. マテリアルワールド（We are 9nine♥〜あれから1年経ちました!9nineの日スペシャルライブ〜 新宿BLAZE/2011.9.10）
  2. We are 9nine♥〜あれから1年経ちました!9nineの日スペシャルライブ〜 新宿BLAZEオフショット【直前リハーサル編】

  - 初回生産限定盤B

  1. 困惑コンフューズ（We are 9nine♥〜あれから1年経ちました!9nineの日スペシャルライブ〜 新宿BLAZE/2011.9.10）
  2. We are 9nine♥〜あれから1年経ちました!9nineの日スペシャルライブ〜 新宿BLAZEオフショット【本番直前編】

  - 初回生産限定盤C

  1. Wonderful World（We are 9nine♥〜あれから1年経ちました!9nineの日スペシャルライブ〜 新宿BLAZE/2011.9.10）
  2. We are 9nine♥〜あれから1年経ちました！9nineの日スペシャルライブ〜 新宿BLAZEオフショット【本番直後編】
2. トレカ（ソロ5種・集合1種・激レア1種）

## タイアップ
| 曲名           | タイアップ                                                          |
| -------------- | ------------------------------------------------------------------- |
| チクタク☆2NITE | 日本テレビ系金曜スーパープライムスペシャルドラマ『らんま1/2』主題歌 |
| Angel drops    | THE KISS Inc.『THE KISS 十人十色のラブストーリー』CMソング          |